# 小原稜生
小原 稜生（こはら りょうせい、1993年10月5日 - ）は、ジャパンラグビーリーグワンルリーロ福岡に所属するラグビー選手。

## プロフィール
- 京都府出身[1]。
- ポジションはフランカー(FL)。
- 身長 181 cm、体重 96 kg

## 略歴
洛西ラグビースクール出身である。
2012年、京都成章高校卒業後、立命館大学に入学する。
2015年、立命館大学ラグビー部の主将に就任した。
2017年、立命館大学卒業後、豊田自動織機シャトルズ(現・豊田自動織機シャトルズ愛知)に加入。同年9月9日に行われたジャパンラグビートップリーグ第4節のクボタスピアーズ戦にて途中出場で公式戦初出場を果たす。
2023年7月、ルリーロ福岡に加入。